# Maniitsoq
Capitala municipalității Maniitsoq, Groenlanda. Localitatea are 2801 locuitori (1 mai 2007).